# Luis Pasarín
Luis Casas Pasarín, más conocido como Luis Pasarín (Pontevedra, 16 de abril de 1902 - Madrid, 17 de agosto de 1986), fue un futbolista español que jugaba de defensa. Jugó en Primera División con el Valencia C. F. y, antes de que existiese la liga, en el Celta de Vigo.
Fue internacional con la selección de fútbol de España.

## Carrera deportiva
Pasarín comenzó su carrera en el Fortuna de Vigo, club que posteriormente se uniría con otro de los clubes de la ciudad para dar lugar al Celta de Vigo, con el que disputó el Campeonato de Galicia en 1923, que terminaría con la victoria del equipo vigués.
En 1929 dejó el Celta para marcharse al Valencia C. F., disputando con el conjunto ché la recién creada Primera División. Se retiró en 1935 jugando aún para el Valencia.
Fue internacional con la selección de fútbol de España, con la que disputó 6 partidos, y estuvo en los Juegos Olímpicos de París 1924.
Después de su retirada como jugador ejerció como seleccionador de la selección española y entrenó a equipos de la talla del Valencia, con el que consiguió el título de liga la temporada 1946-47, el RC Celta de Vigo, Club Deportivo Málaga y Real Oviedo, en España, y el FC Porto en Portugal.

## Clubes

### Como jugador
| Club             | País   | Año         |
| ---------------- | ------ | ----------- |
| Fortuna de Vigo  | España | 1921 - 1923 |
| RC Celta de Vigo | España | 1923 - 1929 |
| Valencia         | España | 1929 - 1935 |

### Como entrenador
| Club               | País     | Año         |
| ------------------ | -------- | ----------- |
| Selección española | España   | 1946        |
| Valencia           | España   | 1946 - 1948 |
| RC Celta de Vigo   | España   | 1948 - 1951 |
| Oporto             | Portugal | 1951 - 1952 |
| C. D. Málaga       | España   | 1953 - 1954 |
| Real Oviedo        | España   | 1955 - 1956 |
| RC Celta de Vigo   | España   | 1957 - 1959 |
| Real Oviedo        | España   | 1959        |